# Endimione col cannocchiale

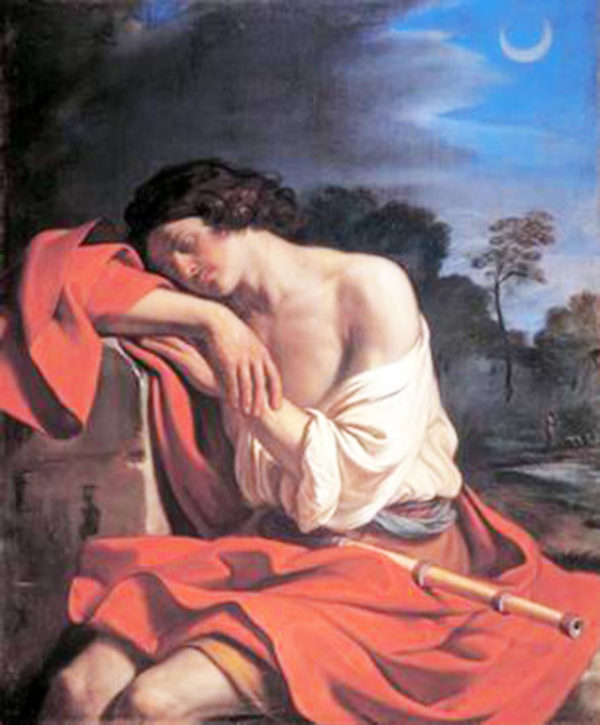
Endimione col cannocchiale; olio su tela (125x105) del 1647 di Giovanni Francesco, detto Il Guercino, esposto presso la Galleria Doria Pamphilj.

Endimione col cannocchiale è un dipinto a olio su tela (125x105 cm) di Giovanni Francesco Barbieri detto "Il Guercino". La datazione risale al 1647. Attualmente è conservato presso la Galleria Doria Pamphilj di Roma.

## Storia
Le uniche registrazioni ufficiali dell'opera, attestate nel “Libro dei Conti” (dell’artista), sono due: entrambe risalenti agli anni quaranta del XVII secolo. La realizzazione dell'opera è collocabile, in modo approssimativo, tra il 1640 e il 1650.

## Descrizione e stile
Al centro della composizione, in primo piano, domina la scena, quasi a figura intera, Endimione. Il pastore diletto da Artemide, dea della luna, è raffigurato addormentato, ma ciò che cattura l’attenzione dello spettatore è l'oggetto adagiato sopra le sue gambe. Si tratta di un cannocchiale, simile a quello che Galileo utilizzava per le sue osservazioni: la sua presenza, che sarebbe incompatibile dal punto di vista filologico con l’ambientazione mitologica, va letta nell’ottica di un omaggio abbastanza esplicito al celebre scienziato. Tra l’altro, in un altro ambito, il parallelismo tra la figura di Endimione e quella di Galileo, era già stato avanzato in letteratura da Giambattista Marino che, nell'opera “Adone”, pronuncia una lode a Galileo, definito "novello Endimione".
Il soggetto principale si staglia su uno sfondo cupo: a sinistra sono presenti delle fitte nuvole scure che, piano piano, andando verso destra, si aprono, lasciando progressivamente spazio a un cielo azzurro, più nitido, in cui si scorge la luna. Il pastore addormentato è rappresentato con le braccia appoggiate su un masso su cui adagia la testa: ha i capelli ricci castani scuro, un’espressione serena e priva di pensieri. Metà spalla sinistra è scoperta poiché la tunica di colore rosso e bianco gli scende delicatamente; le pieghe che inevitabilmente si formano, le conferiscono volume e una certa dinamicità rendendola, alla vista, quasi morbida e reale. Sulle sue ginocchia è poggiato il cannocchiale, sottile, di forma allungata e marroncino. In alcune fonti si dice che esso possa essere stato aggiunto in un secondo tempo da un'altra mano, quella di Pier Francesco Mola.